# Puig del Gall
El Puig del Gall és una muntanya de 253 metres que es troba al municipi de Roses, a la comarca catalana de l'Alt Empordà.